# 沢田優蘭
沢田 優蘭（澤田）（さわだ うらん、1990年10月24日 - ）は、東京都北区出身の女子陸上選手。競技は陸上走り幅跳び(T12)と100ｍ(T12)。日本記録保持者。2022年2月より株式会社エントリーに所属。

## 略歴
6歳のころより両親は目が悪いことに気づいていたが、中学校に入ってから急速に視力が低下し、網膜色素変性症であることが判明した。中学校卒業後、東京都立文京盲学校に進学し、体育の授業の一環で全国障害者スポーツ大会の東京予選に出場したことをきっかけに、陸上競技の練習を始めた。2008年には北京パラリンピックに選手団最年少の17歳で出場。100mでは予選敗退したものの、走り幅跳びでは自己ベストを30センチほど更新する4メートル93の記録を出して9位となった 。
立教大学を卒業後は競技からいったん離れて飲料メーカーに就職した。しかしその後練習を再開し、2017年の日本パラ陸上競技選手権大会で再び日本記録を樹立した（5メートル03）。2018年北京グランプリでは100mで優勝し、走り幅跳びでも5メートル70を跳んで日本記録を更新した 。
2021年には東京パラリンピックに30歳で出場。100ｍ(T12)では準決勝で敗退となったが、走り幅跳び(T12)では5メートル15の記録で5位入賞となった。さらに、パラリンピック新種目のユニバーサルリレーに大島健吾、高松佑圭、鈴木朋樹と出場して、ガイドランナーの塩川竜平とともに第1走者を務めた。9月3日の決勝で日本は47秒98のタイムで4位フィニッシュとなるも、2位でゴールした中国が失格となったために繰り上げで3位となり銅メダルを獲得した。
陸上走り幅跳び(T12)では世界ランク1位、100ｍ(T12)では世界ランク6位（2018年末時点）。
2022年1月31日、2017年6月1日より所属していた株式会社マッシュホールディングスを退社、2022年2月1日より株式会社エントリーに所属。
2023年、2024年の世界パラ陸上競技選手権大会の女子走り幅跳び（T12)で銅メダルを獲得。

## 主な実績
| 年   | 大会                                                   | 場所                      | 種目                   | 結果       | 記録                         |
| ---- | ------------------------------------------------------ | ------------------------- | ---------------------- | ---------- | ---------------------------- |
| 2008 | 北京パラリンピック                                     | 中国(北京)                | 100m                   | 予選敗退   | 14秒18（T13)                 |
| 2008 | 北京パラリンピック                                     | 中国(北京)                | 走り幅跳び             | 9位        | 4m93cm（F13）                |
| 2009 | アジアユースパラゲームズ                               | 日本(東京)                | 100m、200m、走り幅跳び | 優勝       |                              |
| 2010 | アジアパラ競技大会                                     | 中国(広州)                | 100m                   | 優勝       |                              |
| 2011 | IBSA世界選手権大会                                     | トルコ(アンタルヤ)        | 100m                   | 優勝       |                              |
| 2016 | IPC Athletis Bellin Open                               | ドイツ(ベルリン)          | 走り幅跳び             | 優勝       |                              |
| 2016 | 第27回日本パラ陸上競技選手権大会                       | 日本                      | 走り幅跳び             | 優勝       | 4m94cm(日本記録樹立)         |
| 2016 | ジャパンパラ陸上競技大会                               | 日本                      | 走り幅跳び             | 優勝       | 4m89cm（T13)                 |
| 2016 | 第21回関東パラ陸上競技選手権大会                       | 日本                      | 走り幅跳び             | 優勝       |                              |
| 2017 | 大分パラ陸上                                           | 日本                      | 走り幅跳び             | 優勝       |                              |
| 2017 | World Para Athletics Grand Prix 2017 Desert Challenge  | アメリカ(アリゾナ州)      | 走り幅跳び             | 準優勝     |                              |
| 2017 | 第28回日本パラ陸上競技選手権大会                       | 日本                      | 走り幅跳び             | 優勝       | 5ｍ03cm（T12)(日本記録更新） |
| 2017 | 第22回関東パラ陸上競技選手権大会                       | 日本                      | 走り幅跳び             | 優勝       |                              |
| 2017 | 2017北海道・東北パラ陸上競技選手権                     | 日本                      | 走り幅跳び             | 優勝       |                              |
| 2018 | 2018 World Para Athletics Grand Prix（北京グランプリ） | 中国（北京）              | 100ｍ                  | 優勝       | 13秒22（T12)                 |
| 2018 | 2018 World Para Athletics Grand Prix（北京グランプリ） | 中国（北京）              | 走り幅跳び             |            | 5m70cm（T12)（日本記録）     |
| 2019 | 2019 World Para Athletics Grand Prix(北京グランプリ)   | 中国(北京)                | 100m                   |            | 12秒57(T12)（日本記録更新）  |
| 2019 | 2019 World Para Athletics Grand Prix(北京グランプリ)   | 中国(北京)                | 走り幅跳び             |            | 5m09cm(T12)                  |
| 2019 | セイコーグランプリ陸上2019                             | 日本                      | ユニバーサルリレー     |            | 48秒14（日本新記録）         |
| 2019 | 第30回 日本パラ陸上競技選手権大会                      | 日本                      | 走り幅跳び             |            | 5m21cm                       |
| 2019 | 第30回 日本パラ陸上競技選手権大会                      | 日本                      | 100m                   |            | 12秒60（T12）（大会新記録）  |
| 2019 | 第103回日本陸上競技選手権大会                          | 日本                      | ユニバーサルリレー     |            | 48秒53                       |
| 2019 | 第24回 関東パラ陸上競技選手権大会                      | 日本                      | 走り幅跳び             |            | 5m6cm（T12）                 |
| 2019 | 第24回 関東パラ陸上競技選手権大会                      | 日本                      | 100m                   |            | 12秒67（T12）（大会新記録）  |
| 2019 | ジャパンパラ陸上競技大会                               | 日本                      | 走り幅跳び             |            | 4m99cm（T12）                |
| 2019 | ジャパンパラ陸上競技大会                               | 日本                      | 100m                   |            | 12秒66（T12）（大会新記録）  |
| 2019 | Handisport open Pariss                                 | フランス(パリ)            | 走り幅跳び             |            | 5m41cm（T12）                |
| 2019 | Handisport open Pariss                                 | フランス(パリ)            | 100m                   |            | 12秒39（T12）（日本新記録）  |
| 2019 | Handisport open Pariss                                 | フランス(パリ)            | ユニバーサルリレー     |            | 48秒33                       |
| 2019 | 2019世界パラ陸上競技選手権                             | アラブ首長国連邦 (ドバイ) | 走り幅跳び             |            | 5m27cm（T12）                |
| 2019 | 2019世界パラ陸上競技選手権                             | アラブ首長国連邦 (ドバイ) | 100m                   |            | 12秒50（T12）                |
| 2020 | 第31回日本パラ陸上競技選手権大会                       | 日本                      | 走り幅跳び             |            | 5m27cm（T12）（大会新記録）  |
| 2020 | 第31回日本パラ陸上競技選手権大会                       | 日本                      | 100m                   |            | 12秒66（T12）                |
| 2021 | 東京パラリンピック                                     | 日本(東京)                | 走り幅跳び             | 5位        | 5m15（T12）                  |
| 2021 | 東京パラリンピック                                     | 日本(東京)                | 100m                   | 準決勝敗退 | 12秒81（T12）                |
| 2021 | 東京パラリンピック                                     | 日本(東京)                | ユニバーサルリレー     | 3位        | 47秒98                       |
| 2023 | 2023世界パラ陸上競技選手権大会                         | フランス（パリ）          | 走り幅跳び             | 3位        | ５ｍ23（T12)                 |
| 2024 | 2024世界パラ陸上競技選手権大会                         | 日本（神戸）              | 走り幅跳び             | ３位       | ５ｍ00（追い風参考）（T12)   |